# Boisset-les-Prévanches
 Boisset-les-Prévanches  là một xã thuộc tỉnh Eure trong vùng Normandie miền bắc nước Pháp.